# Bårsjön
Bårsjön este o arie protejată (arie specială de conservare — SAC, sit de importanță comunitară — SCI) din Suedia întinsă pe o suprafață de 47,9 ha, integral pe uscat.

## Localizare
Centrul sitului Bårsjön este situat la coordonatele 59°13′44″N 17°30′24″E / 59.229°N 17.5068°E.

## Înființare
Situl Bårsjön a fost declarat sit de importanță comunitară în decembrie 1998 pentru a proteja 1 specie de plante și 1 specie de animale. Situl a fost protejat și ca arie specială de conservare în martie 2011.

## Biodiversitate
Situată în ecoregiunea boreală, aria protejată conține 3 habitate naturale: Mlaștini împădurite, Mlaștini turboase de tranziție și turbării mișcătoare, Lacuri și iazuri distrofice naturale.
La baza desemnării sitului se află mai multe specii protejate:
- plante (1): Herzogiella turfacea
- nevertebrate (1): libelule (Leucorrhinia pectoralis)